# Antoine Pastorana

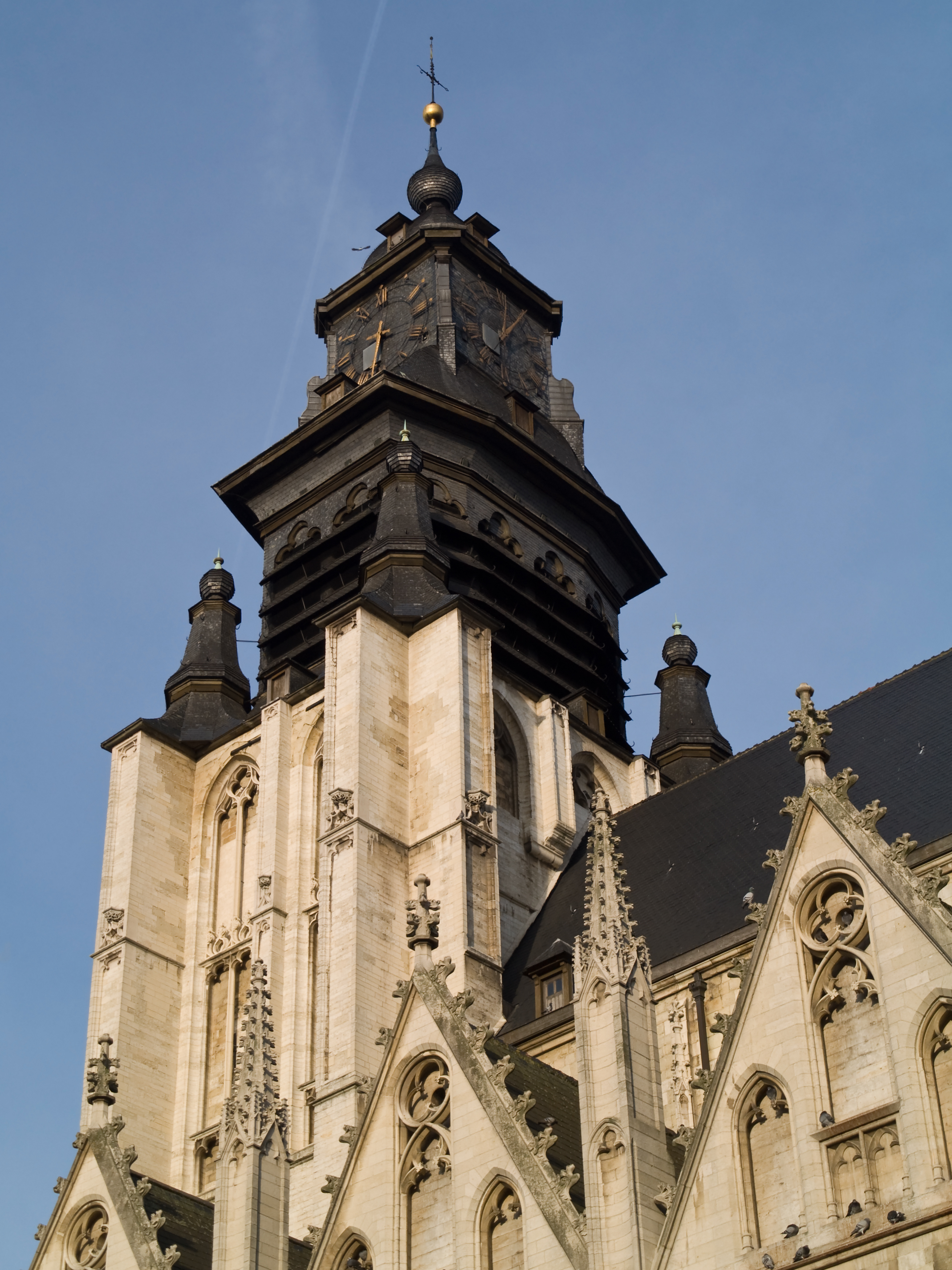
Le clocher de l'église de Notre-Dame de la Chapelle, à Bruxelles.

Antoine Pastorana, ou plutôt Anthoen Pastoran voire Pastian, né à Saint-Trond dans le Pays de Liège en 1640 et décédé en 1702, est un architecte bruxellois dont le nom reste attaché à la construction de la "plus belle place du monde", cette Grand-Place de Bruxelles connue dans le monde entier mais dont les créateurs, architectes, sculpteurs et maîtres d'œuvre n'ont fait l'objet que de peu de recherches biographiques.

## Vie privée
Antoine Pastorana épouse, le 9 décembre 1686 à Bruxelles - Sainte-Catherine, Anne Moeremans, née à Bruxelles le 4 février 1648, fille de Hubert Moeremans et Barbe Heembeeck. 
Voir l'acte de mariage dans le registre paroissial, en bas à gauche

## Formation
Pastoran reçut une formation corporative dans le métier des ébénistes où, sans doute, il se forma à l'art du trait, mais nous ne savons encore rien de sa production en tant qu'ébéniste, ni quelles circonstances l'on mené à concevoir des maisons et à être accepté dans le milieu fermé et secret des maîtres d'œuvre de son temps.

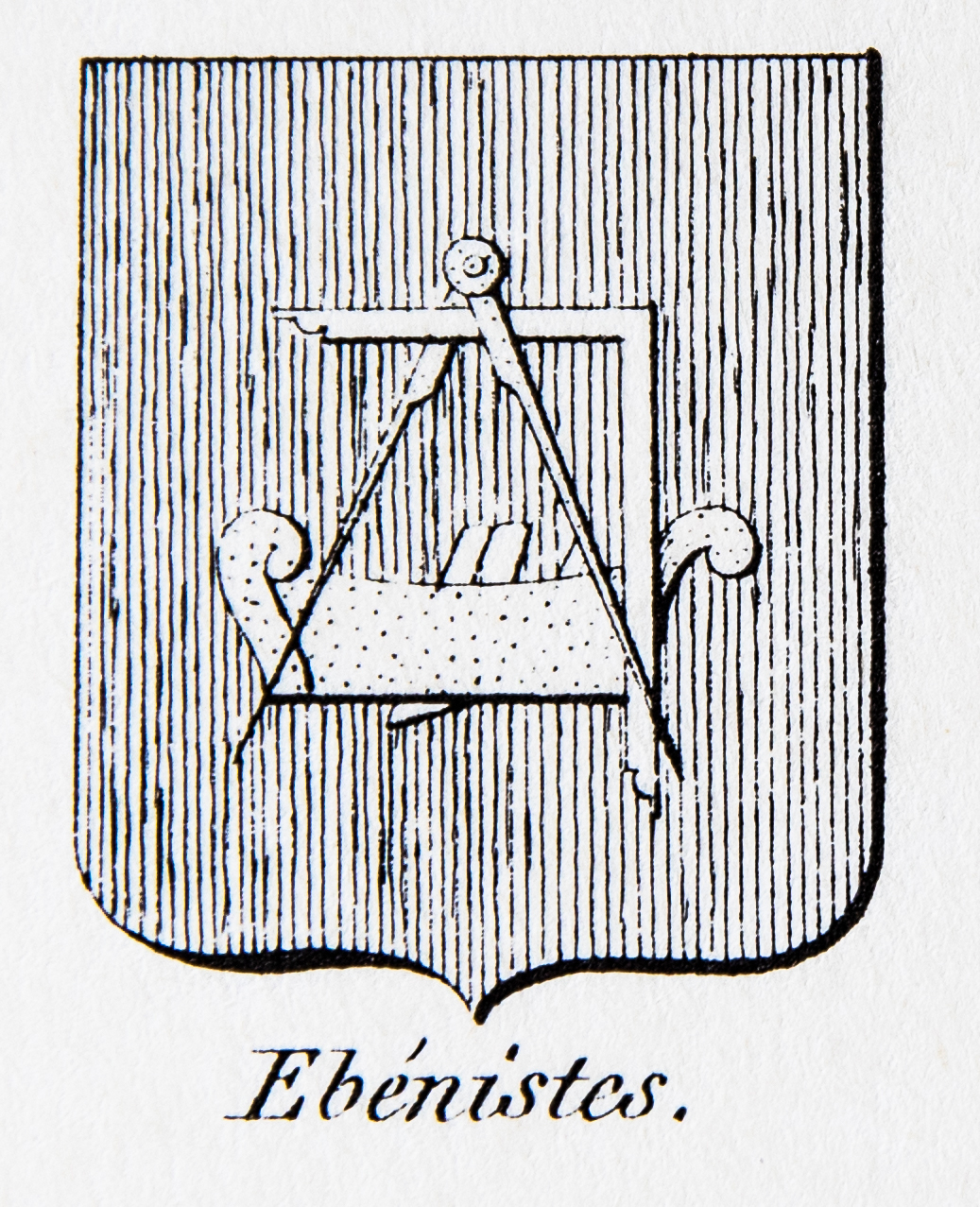
Blason du métier des ébénistes.

## Réalisations
Comme réalisations d'Antoine Pastorana, on peut citer :
- le pignon de la « Maison du Sac », dont il confia la sculpture à Pierre van Dievoet et sans doute la fourniture des pierres à Laurent Merckaert ;
- la « Maison du Cornet » ornée également de sculptures par Pierre van Dievoet ;
- le clocher en ardoises très caractéristique de l'église Notre-Dame de la Chapelle, dont la forme contournée peut faire penser à un travail d'ébéniste.

|  |  |  |